# Ново-Петровське (Тверська область)
Ново-Петровське (рос. Ново-Петровское) — присілок в Торжоцькому районі Тверської області Російської Федерації.
Населення становить 9 осіб. Входить до складу муніципального утворення Страшевицьке сільське поселення.

## Історія
Від 2005 року входить до складу муніципального утворення Страшевицьке сільське поселення.

## Населення
| 2010 |
| ---- |
| 9    |